# Mihály Bíró (artiste)
Ne doit pas être confondu avec le sportif Mihály Bíró
Mihály Weinberger dit Mihály Bíró, né le 30 novembre 1886 à Budapest où il est mort le 6 octobre 1948 ou le 30 novembre 1948, est un peintre, sculpteur, caricaturiste et graphiste hongrois, réputé entre autres pour ses affiches.

## Biographie
Fils de Dávid Weinberger, négociant en épices, et de Róza Neu, citoyen d'Autriche-Hongrie, le jeune Mihály fréquente l'École royale hongroise des arts appliqués de Budapest, de 1908 à 1910. Sous le patronyme de « Biró », il devient boursier et voyage à Paris, Munich, Berlin et en Angleterre, pays où il participe à un atelier de formation dirigé par Charles Robert Ashbee, lié au mouvement Arts and Crafts, à Chipping Campden, et remporte un prix lors d'un concours d'affiches organisé par le magazine The Studio. Il travaille ensuite à Budapest comme affichiste pour le secteur privé. Il entre alors en contact avec Népszava, l'organe officiel du Parti social-démocrate de Hongrie pour lequel il produit des affiches et des illustrations. Son demi-frère, Dezső Bíró (1880-1932), en est le directeur de publication. De cette époque datent aussi ses premières affiches publicitaires (A drama et Tobelbad, Budapest, vers 1910-1911) encore marquées par le style Art nouveau, alors que ces travaux pour Népszava prennent une dimension expressionniste affirmée, jouant sur les contrastes entre rouge et noir. En 1912, la première exposition de ses œuvres a lieu à la Maison des artistes de Budapest. 
Biró est mobilisé durant la Première Guerre mondiale jusqu'en 1917 ; en raison d'une mauvaise santé, il retourne dans ses foyers avec le grade de lieutenant. Durant la guerre, il conçoit de nombreuses affiches de propagande patriotique (appel aux dons, les horreurs de la guerre) destinées aux populations de l'arrière-front. En janvier 1917, il fait la couverture du magazine allemand Das Plakat avec un motif repris d'une affiche de 1915, Művész-Sorsjatek,. La même année, il a droit à une exposition solo au musée Ernst (Budapest).
Sous l'éphémère régime de la République des conseils de Hongrie (mars-juillet 1919), il est nommé « commissaire du gouvernement aux affiches politiques illustrées », mais en août, face à la répression, il s'enfuit à Vienne, ainsi que ses collègues artistes, Marcel Vertès et Róbert Berény. Là, il travaille pour le Arbeiter-Zeitung, organe du Parti social-démocrate d'Autriche (SDAP), la Neue Freie Presse, Die Stunde (de), et Die Bühne, un magazine culturel portant sur l'actualité théâtrale ; ces deux derniers titres sont dirigés par son compatriote hongrois installé à Vienne, Imre Békessy (de). Pour les élections au Conseil national de 1920, il dessine six affiches pour le SDAP. En 1925, il épouse Janka Terezia Zechmann à Vienne. Durant les années 1920 et 1930, il produit aussi des affiches à caractère commercial (café Meinl, cigarettes Axa Abadie, journal néerlandais De Telegraaf, etc.) et pour de nombreux films.
Entre 1928 et 1932, Biró vit à Berlin, et travaille entre autres pour les éditions Glöckner, puis retourne à Vienne en 1933 face à l'arrivée au pouvoir des nazis et la montée de l'antisémitisme et de la répression anti-bolchévique. Les troubles de 1934 dans la capitale viennoise, les émeutes de février, pousse Biró à s'installer à Bratislava ; sa situation matérielle est alors catastrophique. Il fait une demande d'asile pour s'installer en Hongrie alors dirigée par l'amiral-régent Miklós Horthy qui n'aboutit pas. Durant son séjour en Tchécoslovaquie, il peint des portraits et des fresques, entre autres dans une auberge ouvrière située à Nitra.
La crise des Sudètes en 1938 le pousse de nouveau sur les chemins de l'exil. Il choisit Paris où il se trouve encore lors de l'entrée des troupes allemandes en juin 1940 dans la capitale. Malade, il se réfugie alors à l'hôpital Rothschild, où il échappe à la déportation.
En 1947, il parvient à revenir en Hongrie, reçoit la médaille gouvernementale honorifique Pro Arte, mais du fait de son état de santé, il ne peut assurer son poste de professeur à l'Université hongroise des beaux-arts, et meurt l'année suivante.
En 1967, une rétrospective de son travail est organisée à la Galerie nationale hongroise et en 1969, une plaque commémorative est apposée au 16 rue Melinda, Budapest.

## Ouvrages illustrés
- Karl Kraus, Búcsúztató. Halotti ének az osztrák-magyar monarchia felett, Budapest, Apor Dezső / Károlyi-könyvtár, 1919.
- Horthy. 20 dessins par Michael Biró, lithographies, Vienne, Anzengruber-Verlag, Brüder Suschitzky, [1920].
- Izidor Kálnoki, Doktor Klärchen. Übersetzung Eduard Kadossa, Berlin, Glöckner, 1929.
- Eugen Heltai, Der Jaguar, Berlin, Glöckner, 1929.
- Lajos Biró, Masken der Ehe, Berlin, Glöckner, 1929.
- Pál Tábori, Private Gallery: A Collection of Stories, Londres, Sylvan Press, 1945.

## Choix d'œuvres

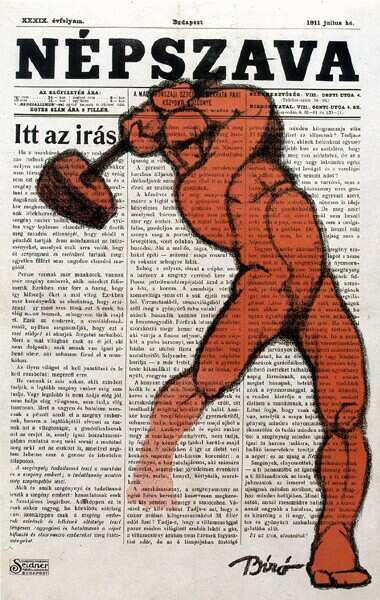
Affiche pour Népszava, juillet 1911 [ou 1918 ?][1].
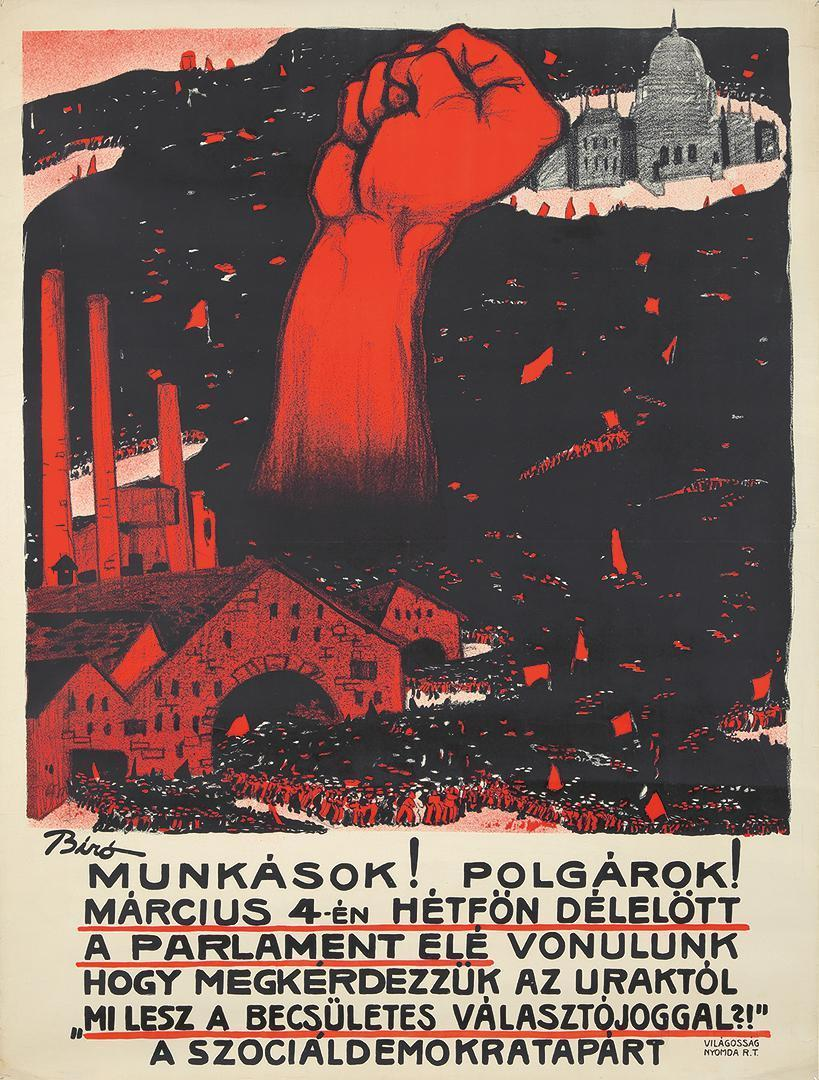
Munkások! Polgarok![6], affiche politique pour le PSDH, Budapest, 1912.
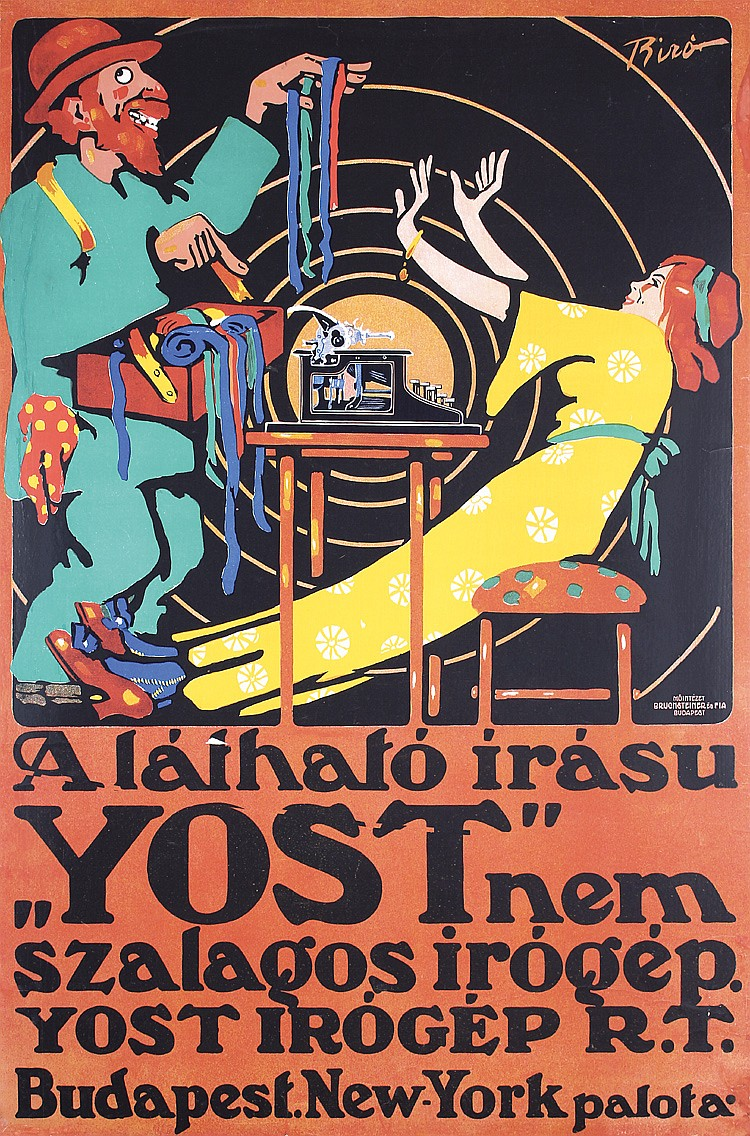
Yost, affiche commerciale, Budapest, vers 1912.
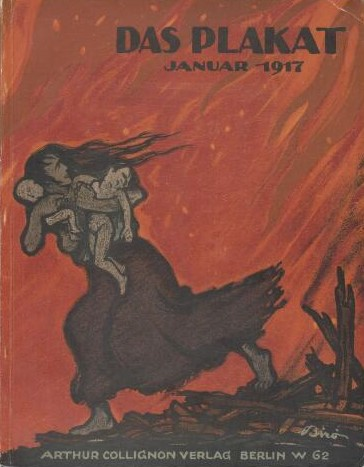
Couverture de Das Plakat, janvier 1917[7].
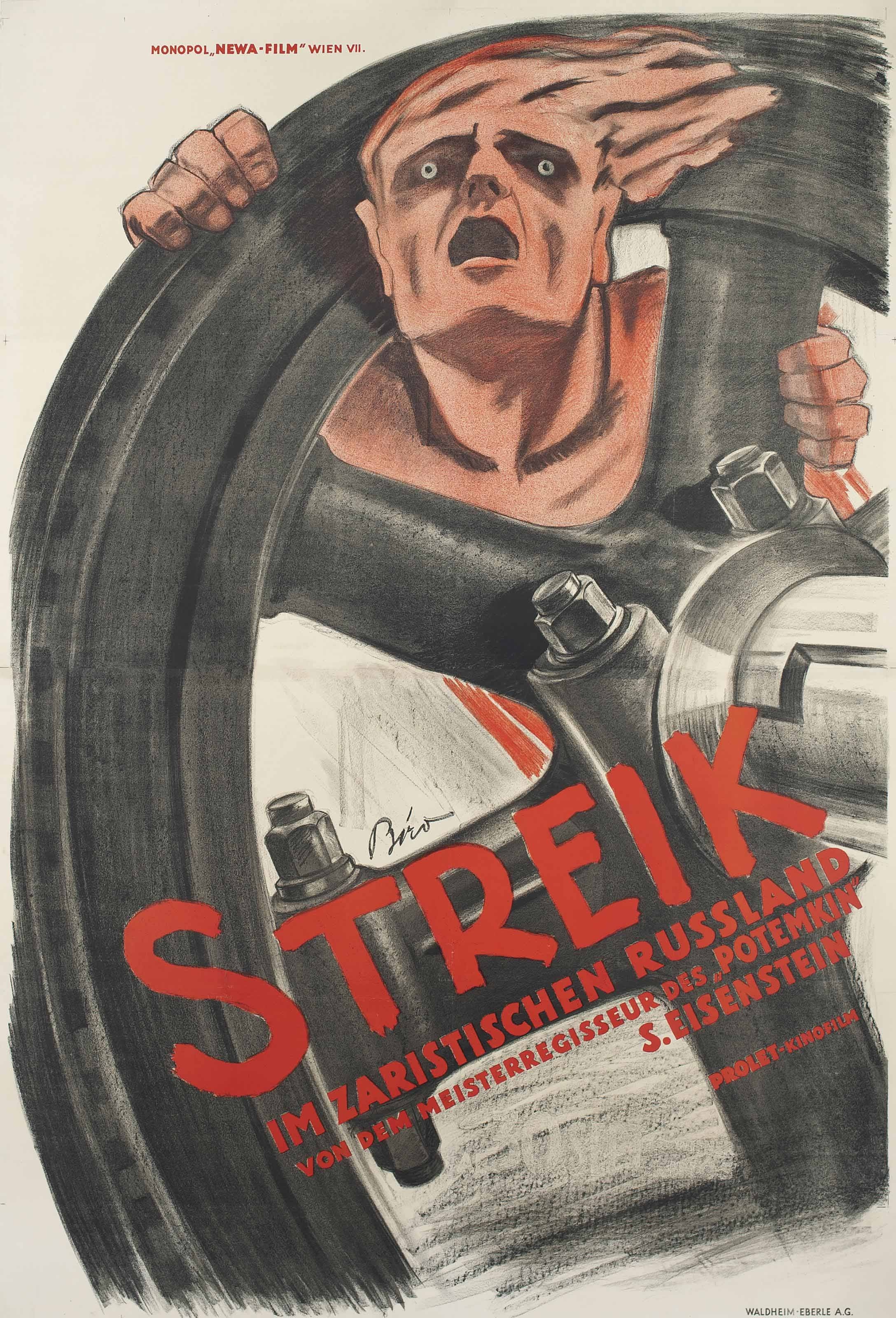
Affiche du film La Grève (Streik), Vienne, 1925.
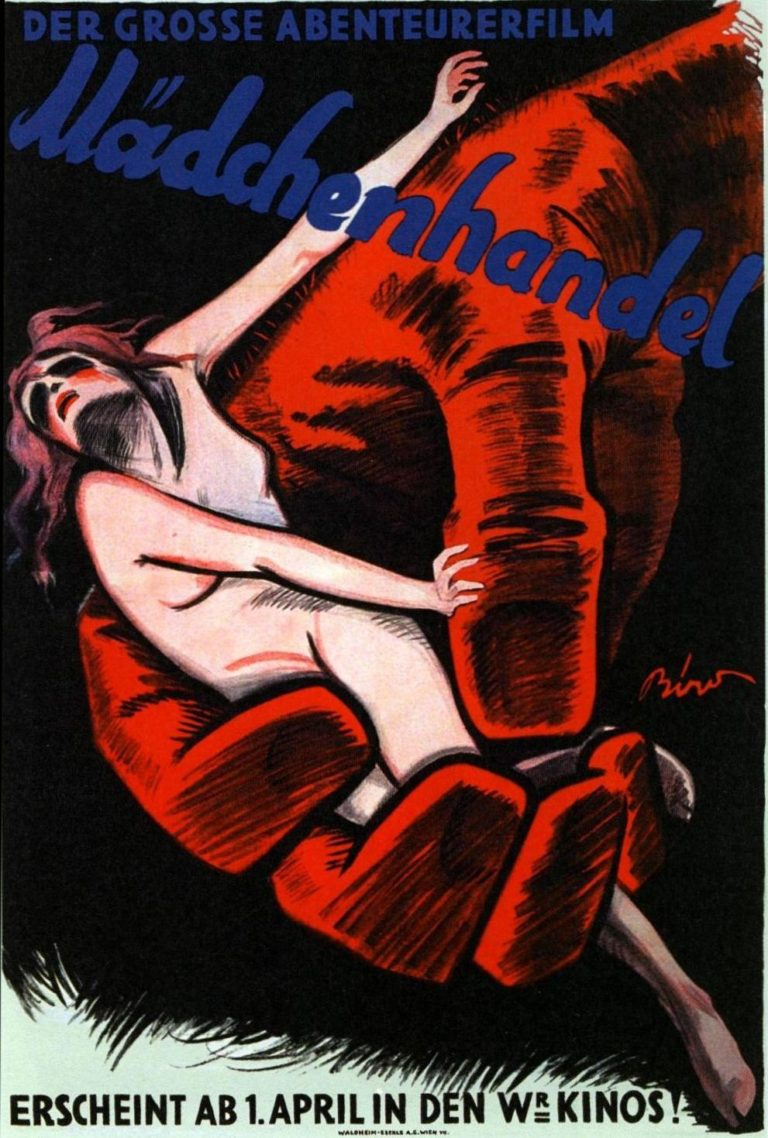
Affiche du film Mädchenhandel, Vienne, 1927.